# 小梅克尔森
小梅克尔森是德国下萨克森州的一个市镇。总面积14.59平方公里，总人口948人，其中男性488人，女性460人（2011年12月31日），人口密度65人/平方公里。